# برگونه سادار اپازیلا
برگونه سادار اپازیلا (به لاتین: Barguna Sadar Upazila) یک منطقهٔ مسکونی در بنگلادش است که در ناحیه برگونه واقع شده‌است. برگونه سادار اپازیلا ۴۵۴٫۳۹ کیلومتر مربع مساحت و ۲۱۹٬۷۲۹ نفر جمعیت دارد.